# Wilhelm Gros
Wilhelm Gros (6 luglio 1892 – 13 settembre 1917) è stato un calciatore tedesco, di ruolo centrocampista.